# Bałkanistyka
Bałkanistyka – dziedzina wiedzy obejmująca badanie kultury i historii państw Półwyspu Bałkańskiego, nawiązująca do istniejących w krajach Europy Zachodniej – Balkan Studies.
W Polsce studia bałkanistyczne pojawiły się w latach 90. XX w. Na Uniwersytecie Mikołaja Kopernika w Toruniu, Uniwersytecie Warszawskim, Uniwersytecie Marii Curie-Skłodowskiej w Lublinie, Uniwersytecie im. Adama Mickiewicza w Poznaniu funkcjonują jako studia filologiczne, na Uniwersytecie Jagiellońskim jako licencjackie studia kulturoznawcze, pod nazwą Dzieje i kultura Bałkanów. 
Jedynym w Polsce czasopismem bałkanistycznym są wydawane przez UAM w Poznaniu – Balcanica Posnaniensia. Acta et studia.